# Us Heit (standbeeld)
Us Heit is een standbeeld van de beeldhouwers Bart van Hove en Willem Molkenboer in de Nederlandse stad Leeuwarden. 

## Achtergrond
Willem Lodewijk van Nassau-Dillenburg (1560-1620) was een van de stadhouders van Friesland. Hij werd door de Friezen Us Heit (Onze Vader) genoemd. Hij werd begraven in de Grafkelder van de Friesche Nassau's in de Grote of Jacobijnerkerk in Leeuwarden. Willem Lodewijk overleed kinderloos, de koninklijke familie stamt af van zijn jongere broer Ernst Casimir.
Al in 1891 schreef de Leeuwarder Courant over plannen van het Friesch Genootschap standbeeld op te richten ter ere van Us Heit: "Eene erezuil te stichten in de harten van de nakomelingschap is voor dit oogenblik het meest begeerde, Willem Lodewijk verdient die om zijn edel en door godsvrucht geheiligd karakter." Het verlangen naar een beeld kwam mede voort uit een "behoefte om het onrecht in vroegere dagen gepleegd zoo mogelijk uit te wisschen". De Leeuwarder bevolking had namelijk bij de onrusten in 1795 de graftombes van Willem Lodewijk en zijn vrouw met geweld vernield.
Door een samenwerking van de Vereeniging tot Bevordering van Vreemdelingenverkeer en het Friesch Genootschap werden in 1904 concrete stappen gezet voor het maken van een beeld. Het zou een samenwerkingsproject worden van Willem Molkenboer, die directeur was van de Rijksnormaalschool voor Tekenonderwijs, en Bart van Hove, professor aan de Rijksakademie van beeldende kunsten. Koningin Wilhelmina gaf in september 1905 toestemming voor de vervaardiging van het beeld en een maand later konden de kunstenaars hun maquette tonen in het Fries Museum. Molkenboer was verantwoordelijk voor de sokkel van Noors graniet, waarop onder andere de naam en functie van de stadhouder werden geplaatst. Ten Hove maakte een bronzen beeld van de stadhouder ten voeten uit, gekleed in een harnas, met in zijn rechterhand een heersersstaf en zijn linkerhand liggend op het kruisgevest van zijn zwaard. De helm van Willem Lodewijk werd op een bijbel aan zijn voeten geplaatst. Aangenomen wordt dat een portret door Michiel Jansz. van Mierevelt de inspiratie leverde voor het monument.
Onthulling
Op zaterdag 15 september 1906 trokken koningin Wilhelmina, prins Hendrik en koningin-moeder Emma, met hun gevolg, per trein naar Leeuwarden. Vanaf het station gingen zij met rijtuigen naar het Hofplein, waar zij eerst een lunch kregen aangeboden in het Stadhouderlijk Hof, bij commissaris van de koningin Baron van Harinxma thoe Slooten. Om half drie werd het monument door de koningin onthuld. Na de onthulling maakte de koninklijke familie een rijtoer door de stad, waarna het Fries Museum, het Bonifatiusgesticht, het Diaconessenhuis en het St. Antony Gasthuis werden bezocht. Om zeven uur 's avonds vertrok het gezelschap per trein weer naar Den Haag.

## Waardering
Het standbeeld werd in 1976 als rijksmonument ingeschreven in het Monumentenregister.

## Trivia
Toen in 1954 een beeld van een zwartbonte koe werd onthuld in Leeuwarden, heette het in de volksmond al snel "Us Mem".